# Rockhaus Berlin
Das Rockhaus Berlin ist ein Gebäude im Berliner Bezirk Lichtenberg, in dem seit dem Jahr 2007 verschiedene Rockgruppen und Musikpädagogen Probenräume nutzen. Zugleich bezeichnete Berliner Rockhaus GmbH auch das Unternehmen, welches 2007 von dem Schlagzeuger Dirk Kümmele aus Neuenhagen bei Berlin gegründet worden war. Seit 2017 hat es einen neuen Besitzer und trägt den Namen Rockhaus Berlin.
Das Haus steht in der Buchberger Straße 6 und war ein früheres Bürogebäude der Deutschen Reichsbahn.
Die namensgebende GmbH mit Hauptsitz in Eggersdorf wurde im Jahr 2019 aufgelöst, das Eigentum gelangte an die Scharfstein Group mit der Buchberger Str. 6-GmbH. – Die rund 1000 Nutzer des Hauses, meist Musikgruppen und Musikpädagogen, haben ein Bleiberecht bis 2039.

## Geschichte

### 2007:Gründung des Rockhauses
Nach dem Mauerfall und der deutschen Wiedervereinigung wurde das DDR-Bahnunternehmen Deutsche Reichsbahn (DR) abgewickelt. Die DR hatte im Einzugsbereich des Bahnhofs Lichtenberg in den 1970er Jahren einige Bürogebäude in Plattenbauweise errichten lassen, als die Fläche des Rangierbahnhofs frei geworden war. Diese wurden nach dem Mauerfall frei gezogen und fielen als Immobilien an die übernehmende Deutsche Bundesbahn. Danach standen sie längere Zeit leer. Kleine Musikgruppen entdeckten bald das große fünfetagige Gebäude als Übungsmöglichkeiten und quartierten sich dort ein. Der Musiker Dirk Kümmele gründete im Jahr 2007 offiziell hier das Rockhaus und ließ sich als Nutzer in der Lichtenberger Verwaltung eintragen, der Firmensitz befand sich jedoch in Eggersdorf bei Strausberg (Mittelstraße 82 B). Im Amtsgericht Charlottenburg wurde die Einrichtung am 12. Juni 2018 unter der Nummer HRB 197132 B registriert.

### 2015: Eigentümerwechsel und langfristige Nutzungsgarantie
Nachdem die Deutsche Bahn das Gebäude im Jahr 2015 an die Scharfstein Group (Eigentümer Shai Scharfstein) verkauft hatte, die durch die Buchberger Straße 6 GmbH vertreten wird, blieb Kümmele zunächst noch weiter Mieter des Hauses. Da die Scharfstein Group alle Zwischennutzer herauskündigen und das solide Bauwerk zu einem Bürohaus umbauen lassen wollte, kam es 2017 zu einem Rechtsstreit vor dem Berliner Verwaltungsgericht, welches eine Weiternutzung als Rockhaus bis 2023 gestattete. Nach einem weiteren Rechtsstreit wurde Kümmele beauftragt, allen Nutzern bereits zu 2019 zu kündigen und eine Übergabe an die neuen Besitzer zu vollziehen. Sein Unternehmen musste daraufhin im Jahr 2021 Insolvenz beantragen; Kümmele beendete seine Tätigkeit zum 7. April 2022. In der Amtssprache heißt es dazu: „Rechtsverhaeltnis: Die Liquidation ist beendet. Die Firma ist erloschen.“
Die Einrichtung erhielt aus Urheberrechtsgründen danach den Namen Rockhaus Berlin. Und es kam zu einer neuen Bewirtschaftung des Hauses durch die Berliner GSE gGmbH, die mit Unterstützung des Senats und des Musicboards Berlin mit der Buchberger-Straße-6-GmbH im Jahr 2019 einen neuen Mietvertrag abschloss. Dieser Generalmietvertrag sieht für die Untermieter eine Staffelmiete vor, d. h. die Miete erhöht sich seitdem jährlich um 1,20 Euro pro Quadratmeter (m²). Zusätzlich zahlt der Senat 2,50 Euro pro m² dazu, mit denen die Bewirtschaftung der Immobilie finanziert wird. Dieser Generalmietvertrag hat eine Laufzeit bis zum 31. Dezember 2039 und regelt, „dass die GSE für die gesamte Bewirtschaftung einschließlich der Instandhaltung und Instandsetzung verantwortlich“ ist. Die Musikgruppen haben zwar unbefristete Mietverträge, jedoch Sorge, dass sie sich die Miete auf Dauer nicht leisten können werden. Sie sind der Meinung, dass „im Grunde die Rettung nur die Verdrängung aufgeschoben hat“.
Die Künstler im Rockhaus haben einen Mieterbeirat gegründet, der sich im September 2021 mit einem Hilfebrief an alle Fraktionen des Berliner Abgeordnetenhauses (ohne AfD) gewandt hat, um das langsame Sterben der Musikkultur hier zu verhindern. In dem Brief heißt es: „Viele Mieter:innen betrachten die steigenden Mietpreise mit Blick auf die Ausstattung und die Infrastruktur des Gebäudes schlichtweg als Wucher. Letztlich bedeutet diese Staffelmiete für viele Mieter aber das Aus im Rockhaus. Viele, vor allem junge Künstler, werden sich diese Miete nicht leisten können.“

## Nutzung
Mehr als 1000 Musizierende aus fünf Rockbands (z. B. Dead Horse Riding, Spritti Belinda) und Gesangslehrer üben hier in 189 Probenräumen auf 3800 Quadratmetern. Im Internet finden sich unter anderem folgende weiteren Nutzer: „Love to play piano“ (Klavierunterricht), „drum office Berlin“ und „Backbeat drumschool“ (Schlagzeugunterricht).
Die Mängel des Bauwerks (dünne Wände, schlechte Tonqualität und auch zu wenige sanitäre Einrichtungen) schränken die Nutzung stark ein. Vermietet werden zudem sogar ehemalige Abstellkammern und ehemalige Toilettenräume. Die Hauszugänge sind nicht barrierefrei.
Im Jahr 2021 hat das Bezirksamt Tempelhof-Schöneberg bei der GSE und mit dem Mieterbeirat den großen Veranstaltungssaal zur Nutzung durch das „Drugstore“, eine selbstverwaltete Jugendkultureinrichtung, für fünf Jahre angemietet. Trotz anfänglicher Probleme über das Zusammenleben kam der Einzug zustande. Im Jahr 2024 wurden dann hier entsprechende Konzerte gegeben.
Das Rockhaus ist kein offenes Haus und soll es auch nicht werden. Wie aus dem Klingelschild ersichtlich ist, sind zehn Gesellschaften der DP, darunter sechs Immobilienservices und vier Baufirmen, ständige Nutzer des Gebäudes. Die jeweiligen Mieter aus der Musik- und Künstlerbranche verfügen über eigene Schlüssel für ihre Räume und holen ihre Gäste am Haupteingang ab. Das gilt auch bei Veranstaltungen im großen Saal. Zur Kommunikation untereinander dienen die digitalen oder telefonischen Möglichkeiten.
In der Eigendarstellung heißt es, das Rockhaus Berlin sei „eines der größten Probenraumzentren Deutschlands“. In Ost-Berlin gibt es noch das ORWO-Haus mit ähnlicher Nutzung und ähnlicher Vorentwicklung.

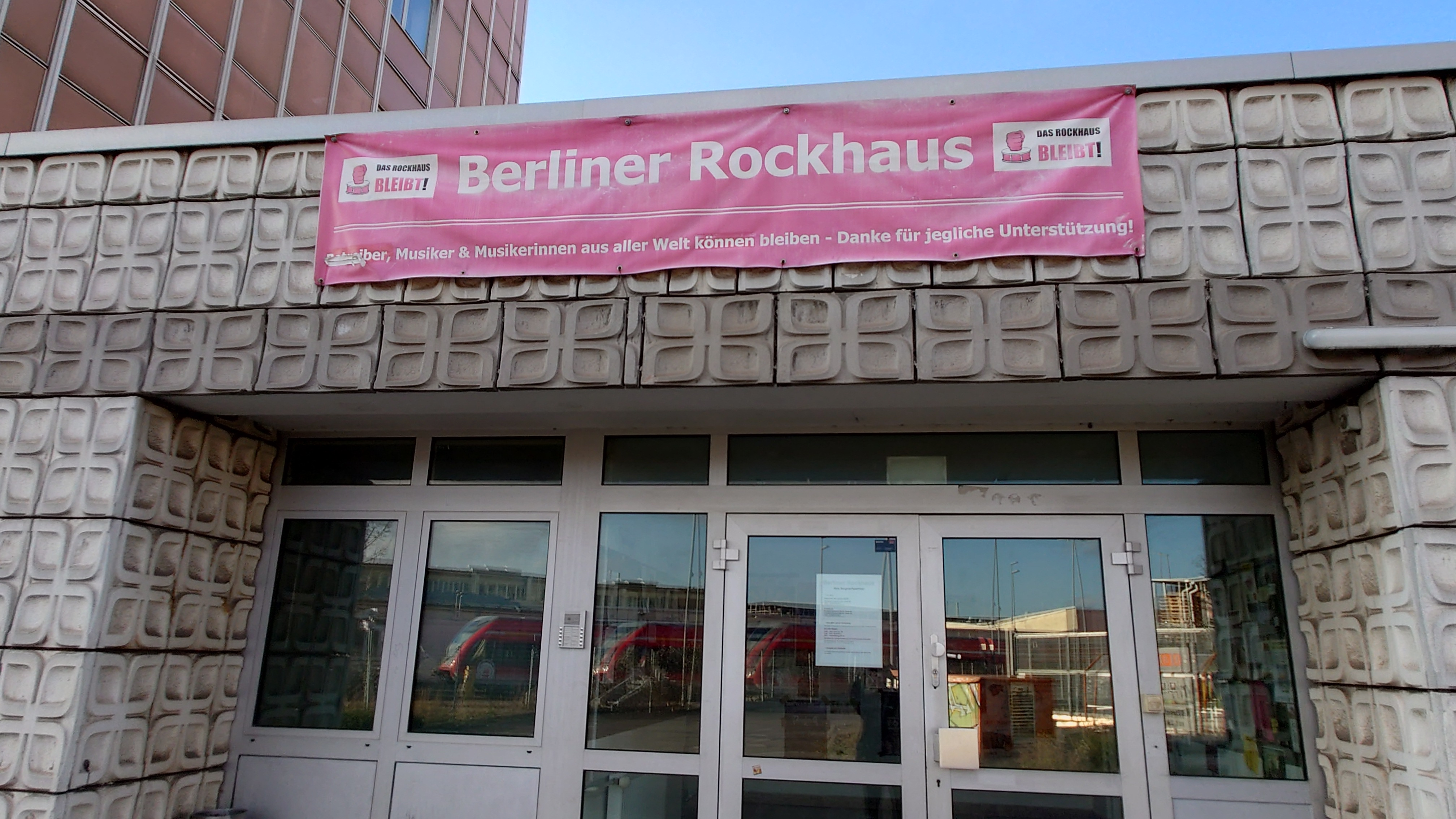
Haupteingang zum Rockhaus Berlin

## Architektur
Das fünfgeschossige rechtwinklige Bauwerk verfügt über eine farbige Glasfassade, untergliedert in äquidistante Raumbreiten mit einem jeweils zweiflügeligen Fenster. Beiderseits an den hofseitigen Schmalseiten befinden sich überdachte Treppenhäuser. Der Haupteingang von der Buchberger Straße aus ist dem Giebelbereich vorgelagert und ein Flachdach schließt den Bau ab. Dieser eingeschossige Eingangsvorbau ist rundherum mit quadratischen und stets gleichen Betonornamenten verkleidet.
Das Gebäude erstreckt sich auf einer Länge von mehr als 80 Meter entlang der Buchberger Straße und weist eine Baubreite von etwa 13 Metern auf.